# Pflugerville
Pflugerville is een plaats (city) in de Amerikaanse staat Texas, en valt bestuurlijk gezien onder Travis County en Williamson County.

## Demografie
Bij de volkstelling in 2000 werd het aantal inwoners vastgesteld op 16.335.
In 2006 is het aantal inwoners door het United States Census Bureau geschat op 29.747, een stijging van 13412 (82,1%).

## Geografie
Volgens het United States Census Bureau beslaat de plaats een oppervlakte van
29,4 km², geheel bestaande uit land.

## Plaatsen in de nabije omgeving
De onderstaande figuur toont nabijgelegen plaatsen in een straal van 16 km rond Pflugerville.